# Sindo
Sindo (hangul: 신도군, Sindo-kun, handzsa: 薪島郡, RR: Sindo-kun, ’jegenyesziget’) megye Észak-Koreában, Észak-Phjongan (P'yŏngan) tartományban.
1967 októberében vált le Rjongcshon (Ryongch'ŏn) megyéről. Számos szigetből áll (közülük a legnagyobb a Pidanszom (Pidansŏm)), illetve egy kis szárazföldi szakasszal (Szoho-rodongdzsagu (Sŏho-rodongjagu)) is rendelkezik.

## Földrajza
Délről és nyugatról a Sárga-tenger (Koreában „Nyugati-tenger”), északról Kína, keletről Rjongcshon (Ryongch'ŏn) és Jomdzsu (Yŏmju) megyék határolják.

## Közigazgatása
1 községből (up (ŭp)), 1 faluból (ri (ri)) és 2 munkásnegyedből (rodongdzsagu (rodongjagu)) áll:
| - Sindo-up (신도읍; 薪島邑, Sindo-ŭp) - Hvanggumphjong-ri (황금평리; 黃金坪里, Hwanggŭmp'yŏng-ri) | - Pidanszom-rodongdzsagu (비단섬로동자구; 緋緞섬勞動者區, Pidansŏm-rodongjagu) - Szoho-rodongdzsagu (서호로동자구; 西湖勞動者區, Sŏho-rodongjagu) |

## Gazdaság
Sindo (Sindo) megye gazdasága földművelésre és gyümölcstermesztésre épül, főbb termékei: ázsiai rizs, kukorica.

## Oktatás
Sindo (Sindo) megye számos általános iskolának és középiskolának ad otthont.

## Egészségügy
A megye ismeretlen számú egészségügyi intézménnyel rendelkezik, köztük saját kórházzal.

## Közlekedés
A megye hajóval Sinidzsu (Sinŭiju) és a szomszédos megyék felől közelíthető meg. A megye vasúti kapcsolattal nem rendelkezik.